# Zeuctoboarmia severa
Zeuctoboarmia severa är en fjärilsart som beskrevs av Claude Herbulot 1973. Zeuctoboarmia severa ingår i släktet Zeuctoboarmia och familjen mätare. Inga underarter finns listade i Catalogue of Life.